# Campeonato Cearense de Futsal
El Campeonato Cearense de Futsal es una competición realizada por clubes de fútbol sala del estado de Ceará desde 1956. Es organizado por la Federación Cearense de Fútbol Sala (FCFS).

## Palmarés[1]
| Año  | Campeón               | Subcampeón        |
| ---- | --------------------- | ----------------- |
| 1956 | Vargas Filho          | -                 |
| 1957 | América               | -                 |
| 1958 | América               | -                 |
| 1959 | Francisco Lorda       | -                 |
| 1960 | Francisco Lorda       | -                 |
| 1961 | Moisés Pimental       | -                 |
| 1962 | GLEY                  | AABB              |
| 1963 | Jacarecanga           | Moradanovense     |
| 1964 | América               | -                 |
| 1965 | América               | -                 |
| 1966 | América               | -                 |
| 1967 | América               | -                 |
| 1968 | América               | -                 |
| 1969 | América               | -                 |
| 1970 | Sumov                 | -                 |
| 1971 | Sumov                 | -                 |
| 1972 | Sumov                 | -                 |
| 1973 | Frifort               | -                 |
| 1974 | Orós                  | -                 |
| 1975 | Vargas Filho          | -                 |
| 1976 | Sumov                 | -                 |
| 1977 | Sumov                 | -                 |
| 1978 | Sumov                 | -                 |
| 1979 | Arsul                 | -                 |
| 1980 | Sumov                 | -                 |
| 1981 | Sumov                 | -                 |
| 1982 | Sumov                 | -                 |
| 1983 | Sumov                 | -                 |
| 1984 | Sumov                 | -                 |
| 1985 | Sumov                 | -                 |
| 1986 | AABEC                 | -                 |
| 1987 | Sumov                 | -                 |
| 1988 | Círculo Militar       | -                 |
| 1989 | Círculo Militar       | -                 |
| 1990 | Banfort               | -                 |
| 1991 | Sumov                 | -                 |
| 1992 | Sumov                 | -                 |
| 1993 | Sumov                 | -                 |
| 1994 | Sumov                 | -                 |
| 1995 | Sumov                 | -                 |
| 1996 | Sumov                 | -                 |
| 1997 | Sumov                 | -                 |
| 1998 | Sumov                 | -                 |
| 1999 | Iguatu                | -                 |
| 2000 | Sumov                 | -                 |
| 2001 | Camocim Clube         | Canindé           |
| 2002 | Camocim Clube         | Sumov             |
| 2003 | Ceará                 | Camocim Clube     |
| 2004 | Ceará                 | Fortaleza         |
| 2005 | Ceará                 | Russas            |
| 2006 | AFAGU Russas          | Ceará             |
| 2007 | ADG/Granja            | Horizonte         |
| 2008 | Fortaleza             | Sumov             |
| 2009 | Horizonte             | Fortaleza         |
| 2010 | Horizonte             | Quixeramobim      |
| 2011 | AFAGU Russas          | Alto Santo        |
| 2012 | Maracanã              | Alto Santo        |
| 2013 | Crateús               | Horizonte         |
| 2014 | Mombaça               | Crateús           |
| 2015 | Horizonte             | Pague Menos       |
| 2016 | Horizonte             | Tianguá           |
| 2017 | Horizonte             | Mombaça           |
| 2018 | Horizonte             | Pague Menos       |
| 2019 | Ceará                 | Eusébio           |
| 2020 | Ceará                 | BNB/Guerreirinhos |
| 2021 | Ceará                 | Pires Ferreira    |
| 2022 | Ceará                 | Jijoca            |
| 2023 | São João do Jaguaribe | Itarema           |
| 2024 | TBD                   | TBD               |

## Títulos por equipo
| Club                  | Títulos | Años campeón |
| --------------------- | ------- | --- |
| Sumov                 | 22      | (1970, 1971, 1972, 1976, 1977, 1978, 1980, 1981, 1982, 1983, 1983, 1985, 1987, 1991, 1992, 1993, 1994, 1995, 1996, 1997, 1998, 2000) |
| América               | 8       | (1957, 1958, 1964, 1965, 1966, 1967, 1968, 1969)                                                                                     |
| Ceará                 | 7       | (2003, 2004, 2005, 2019, 2020, 2021, 2022)                                                                                           |
| Horizonte             | 6       | (2009 , 2010, 2015, 2016, 2017, 2018)                                                                                                |
| AFAGU Russas          | 2       | (2006, 2011) |
| Camocim Clube         | 2       | (2001, 2002) |
| Círculo Militar       | 2       | (1988, 1989) |
| Francisco Lorda       | 2       | (1959, 1960) |
| Vargas Filho          | 2       | (1956, 1975) |
| AABEC                 | 1       | (1986) |
| ADG/Granja            | 1       | (2007) |
| Arsul                 | 1       | (1979) |
| Banfort               | 1       | (1990) |
| Maracanã              | 1       | (2012) |
| Fortaleza             | 1       | (2008) |
| Frifort               | 1       | (1973) |
| GLEY                  | 1       | (1962) |
| Iguatu                | 1       | (1999) |
| Jacarecanga           | 1       | (1963) |
| Mombaça               | 1       | (2014) |
| Moisés Pimental       | 1       | (1961) |
| Orós                  | 1       | (1974) |
| Crateús               | 1       | (2013) |
| São João do Jaguaribe | 1       | (2023) |